# Pfaffenstraße (Bützow)
Die  Pfaffenstraße  (auch: Papen-Straat, auch: Poppen-Straat) ist eine Anliegerstraße im historischen Stadtkern der ehemaligen Bischofsresidenz und Universitätsstadt Bützow im Landkreis Rostock in Mecklenburg.

## Geografische Lage
Die Pfaffenstraße, eine Anliegerstraße, verbindet die Kreuzung der 3. und 4. Wallstraße mit der Kirchenstraße. Der Fahrbahnbelag besteht aus Kopfsteinpflaster. 
Seit dem Jahr 2022 ist die Straße nur noch in eine Richtung befahrbar.

## Geschichte
Ab 1239 war Bützow Residenzstadt des Bistums Schwerin. Im Jahr 1248 wurde ein Domkapitel errichtet, dieser war für die Leitung der Diözese zuständig, bestehend aus einem Propst und elf Domherren, die ihren Wohnsitz in dem später, nach den Pfaffen benannten Straßenzug nahmen. Bis zur Reformation wohnten die Mitglieder des Domkapitels der Domkirche in der Pfaffenstraße.

## Straßenname im Wandel der Zeit
In dem noch erhaltenen Archivmaterial wird die Pfaffenstraße zum ersten Mal im Jahr 1652 namentlich erwähnt. Im Jahr 1663 war der Name Puppers Straß, 1714 wurde sie Papen Straße genannt. Ernst Johann Friedrich Mantzel bezeichnete die Pfaffenstraße im Jahr 1761 in den Bützowsche Ruhestunden wie folgt:

„Die Papen-Straat gehet, gerade, von dem Kirchhofe an, nord-waerts, nach der Stadt-Mauer. Es haben darin Bützowsche Canonici und papistische Geistliche gewohnet. Sie gehoeret auch noch zur Freyheit. Unter der Erde sollen sich, hie und da, noch starcke Gemaeure finden.“

Die Straße war im Laufe ihrer Geschichte keiner Namensänderung unterworfen.

## Bebauung

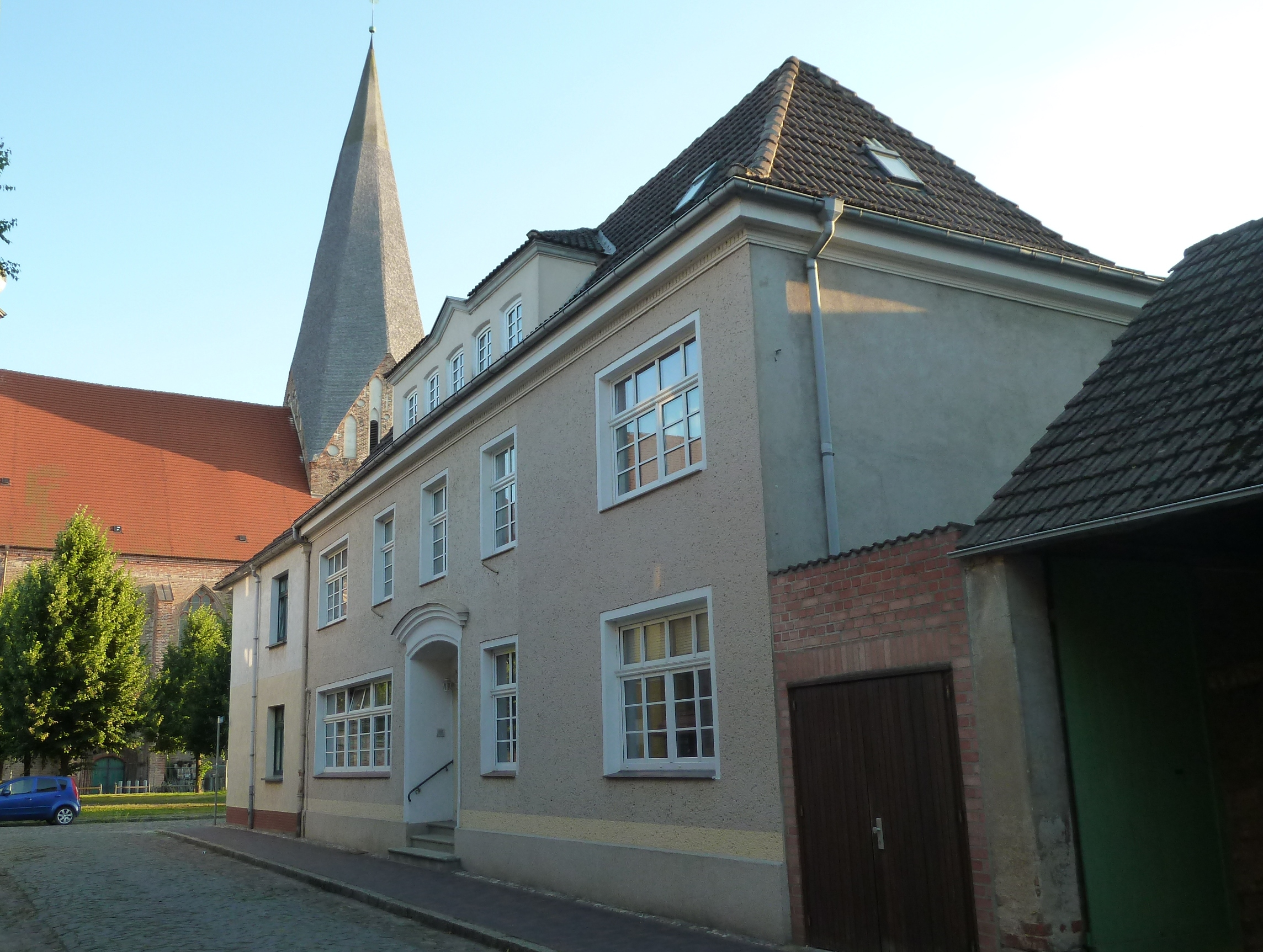
Pfaffenstraße 1

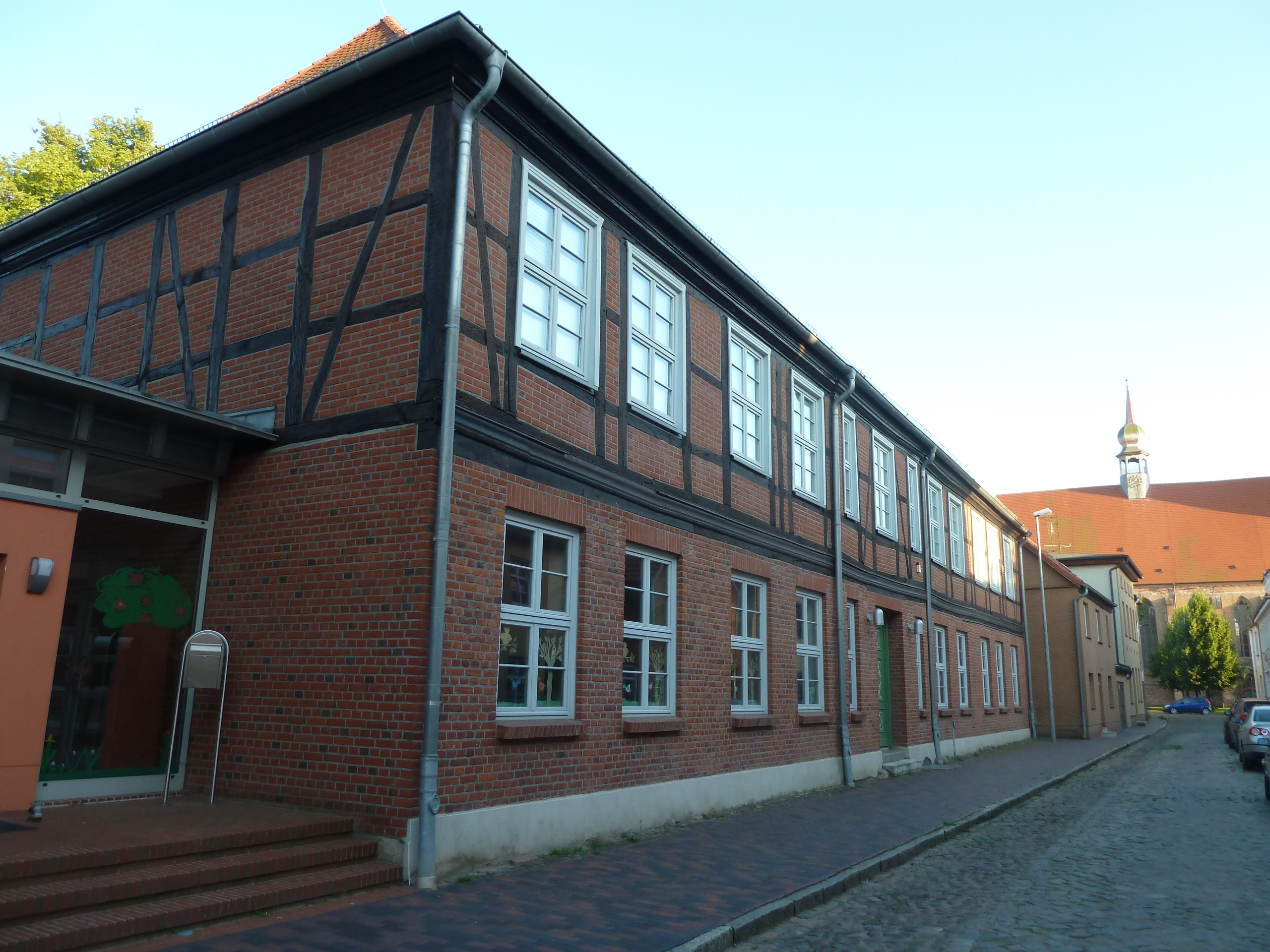
Pfaffenstraße 8

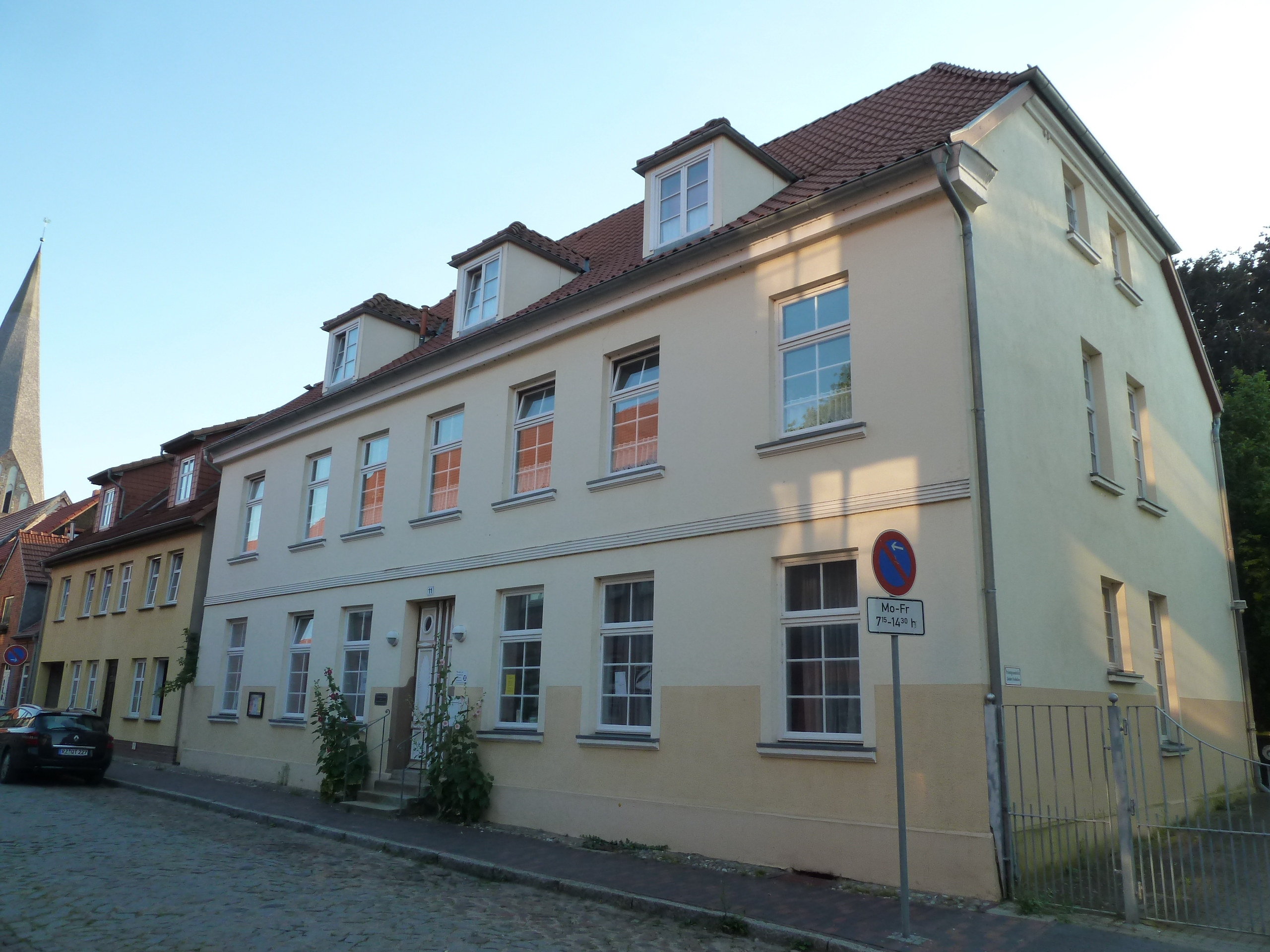
Pfaffenstraße 11

An der Straße stehen zumeist zweigeschossige Wohnhäuser.
Die Denkmalplakette  kennzeichnet Baudenkmale der Pfaffenstraße.
| Haus Nr. | Historische Haus- nummer bis 1908 |  | Bemerkungen                                                                             | Geschichte |
| -------- | --------------------------------- |  | --------------------------------------------------------------------------------------- | --- |
| 1        | 169                               |  |                                                                                         | ehemals: Zimmergeselle A. Wölfer, später: Kaufmann J. Wagner |
| 2        | 182                               |  | Haus existiert nicht mehr                                                               | ehemals: Dr. med. F. Fabricius, später: Webermeister C. Kirchhoff |
| 3        | 170                               |  | Universitätssternwarte Bützow                                                           | ehemals: Rektor der Universität Bützow W. Karsten, später: F. Graf von Oeynhausen, später: Schustermeister C. Hahn, Brigadier a.D. W. Zabel, später: Ackerbürger Fr. Klähn                                     |
| 4        | 181                               |  |                                                                                         | ehemals: Schlachtermeister F, Ahrens |
| 5        | 171                               |  |                                                                                         | |
| 6        | 180                               |  |                                                                                         | ehemals: Schustermeister H. Klevenow |
| 7        | 172                               |  |                                                                                         | |
| 8        | 179                               |  | „Höhere Töchterschule“ von Emma Hoffmann, 1872 gegründet.                               | ehemals: Wohnhaus des Senator H. Schuldt, Senator und Advocat Dr. C. Dugge, später: Schulvorsteherin Emma Hoffmann                                                                                             |
| 9        | 173                               |  |                                                                                         | |
| 10       | 178                               |  |                                                                                         | |
| 11       | 174                               |  | Geburtshaus des Hans Beltz                                                              | 1825 erbaute Predigerhaus der Reformierten Gemeinde Bützow |
| 12       | 177A                              |  |                                                                                         | |
| 13       | 175                               |  | Neubau der Nr. 13 und 15 in den 2000er Jahren, ursprüngliches Haus existiert nicht mehr | ehemals: Glasermeister O. Wagenknecht, Stadtfischermeister F. Engel, später: Kaufmann Ch. Vigenschow, später: Kaufmann P. Vigenschow, später: Kaufmann K. Schaaren, später: Kaufmann A. O. Doss (Brausefabrik) |
| 14       | 177                               |  |                                                                                         | |
| 16       | 176                               |  |                                                                                         | |